# Oögenese
Oögenese is het proces waarbij een eicel wordt gevormd uit oögonia.

## Vermeerdering oögonia
Oögonia vermeerderen door mitotische delingen tijdens de ontwikkeling van de ovaria van de foetus. Als de zwangerschap verder vordert stoppen de cellen met mitotisch delen en nemen de cellen in grootte toe, dan worden ze primaire oöcyten genoemd. De oögonia stoppen ongeveer in de zevende maand met delen. Op dit moment zijn er miljoenen primaire oöcyten in elke ovarium. Later zullen veel van deze cellen degenereren waardoor er tijdens de geboorte van het meisje in elk ovarium een miljoen oöcyten aanwezig zijn; als de puberteit begint dan zijn er als gevolg van degeneratie nog maar 250.000 oöcyten in elk ovarium aanwezig. De gevormde cellen zitten geblokkeerd in de profase 1 van de meiotische deling.

## Vorming primordiale follikels
Primaire oöcyten komen in de profase van de 1e meiotische deling. In deze fase verblijven ze lange tijd. Ze zijn op dit moment omgeven door een laag platte cellen, follikelcellen of granulosacellen genoemd. De structuur die zij samen vormen heet een primordiaal follikel.

## Vorming primaire follikels
Een deel van de primordiale follikels kan tijdens de puberteit uitrijpen tot primaire follikels. In de puberteit stimuleert namelijk follikelstimulerend hormoon (FSH) tot de uitrijping. Dit gebeurt in een aantal stappen
- De eerste stap zorgt ervoor dat een unilaminaire primaire follikel gevormd wordt uit de oöcyt. De oöcyt is gegroeid, met name doordat de omliggende granulosacellen een toename in grootte laten zien.
- FSH zorgt er daarna voor dat de granulosacellen gaan delen waardoor een meerlagig omhulsel ontstaat. Tevens ontstaat de zona pellucida. De cel wordt nu een multilaminaire primaire follikel genoemd.
- Er ontstaat een kapsel van thecacellen rondom het follikel.

## Vorming secundaire follikels
Bij de verdere rijping worden secundaire follikels gevormd. Hierbij neemt de laag van de granulosacellen toe en gaan een deel van de thecacellen differentiëren tot 2 lagen.

## Vorming tertiaire follikels
In de granulosacellen ontstaat een ruimte die met vloeistof gevuld is. Deze ruimte neemt sterk in grootte toe. De ruimte die ontstaan is is gescheiden van de oöcyt door middel van de granulosacellen. Nu kan worden gesproken van een tertiaire of graafse follikel. Deze follikel is rijp voor de ovulatie. Rondom de ovulatie wordt de 1e meiotische deling afgerond (de cel was al deze tijd in de profase). Na deze afronding ontstaat een secundaire oöcyt (in meiose metafase II) en een klein poollichaampje. Het ovum ontstaat door meiose II af te ronden waarna een haploïde eicel ontstaat en een tweede poollichaampje.